# Droits LGBT à Jersey
Les droits des personnes lesbiennes, gays, bisexuelles et transgenres (LGBT) dans la dépendance de la Couronne britannique de Jersey ont considérablement progressé depuis le début des années 1990. Les rapports sexuels entre personnes de même sexe ont été décriminalisés en 1990. Depuis, les personnes LGBT ont obtenu beaucoup plus de droits égaux à ceux des personnes hétérosexuelles, comme l'âge de consentement égal (2006), le droit pour les personnes transgenres de changer la mention du sexe à l'état civil (2010), le droit de conclure des partenariats enregistrés (2012), le droit d'adopter des enfants (2012) et des dispositions légales très larges protégeant contre les discriminations sur la base de « l'orientation sexuelle, du changement de sexe et du statut intersexué » (2015). Jersey est le seul territoire britannique qui inclut explicitement le « statut intersexe » dans les lois anti-discrimination. Le mariage homosexuel est légal à Jersey depuis le 1er juillet 2018.
Le statut des droits LGBT est similaire à celui du Royaume-Uni et des deux autres dépendances de la Couronne (île de Man et Guernesey). L'acceptation sociale de l'homosexualité et des relations homosexuelles est élevée. Jersey a organisé son premier événement public LGBT en juillet 2014, lorsque des centaines de personnes se sont réunies à Saint-Hélier pour demander la légalisation du mariage homosexuel.

## Loi sur les relations sexuelles entre personnes de même sexe
Avant 1990, les relations homosexuelles étaient une infraction criminelle. L'âge du consentement a été abaissé de 21 à 18 ans en 1995, exactement un an après que le Royaume-Uni a abaissé l'âge du consentement à 18 ans. Depuis 2006, la majorité sexuelle est fixée à 16 ans, comme pour les relations hétérosexuelles.

## Reconnaissance des relations homosexuelles
Jersey permet aux couples de même sexe de se marier ou d'être reconnus par un partenariat enregistré.

### Partenariats enregistré
Le 20 octobre 2009, les États de Jersey (Parlement) ont adopté le principe d'un partenariat enregistré par 48 voix contre 1 et 4 abstentions,. La loi autorisant les partenariats enregistrés a été adoptée le 12 juillet 2011, signée par la reine Elizabeth II le 14 décembre 2011 et enregistrée par la cour royale le 6 janvier 2012. Elle est entrée en vigueur le 2 avril 2012,. Elle permet également aux couples de même sexe d'enregistrer leur partenariat dans les églises si l'Église en question le permet.

### Mariage
Les États de Jersey ont voté le principe d'une législation du mariage homosexuel le 22 septembre 2015, par 37 voix contre 4. L'acte modificateur a été présenté en octobre 2017. Bien que retardé à plusieurs reprises, il a été adopté par les États de Jersey le 1er février 2018 par 43 voix contre 1. Après avoir reçu la sanction royale le 23 mai 2018, il est entré en vigueur le 1er juillet 2018. Le premier couple s'est marié peu de temps après, le 9 juillet.

## Adoption et parentalité
L'adoption conjointe et celle des beaux-enfants sont légales depuis l'entrée en vigueur de la loi sur le partenariat enregistré en 2012.
De plus, les couples lesbiens peuvent accéder à l'insémination artificielle.
Le 23 juin 2015, les États de Jersey sont convenus d'apporter des modifications à leurs lois sur l'adoption, appelées Adoption (Amendment No. 7) (Jersey) Law 2015, pour accorder aux couples non mariés le droit à l'adoption plénière. Auparavant, seuls les couples mariés et les couples en partenariat enregistré étaient autorisés à adopter des enfants. La loi est entrée en vigueur le 16 octobre 2015.

## Protections anti-discrimination
Le 2 juin 2015, Jersey a adopté le Règlement de 2015 sur la discrimination (sexe et caractéristiques connexes), qui protège les personnes LGBT et intersexuées contre la discrimination. Le texte a été adopté en troisième lecture par 37 voix et 1 abstention (11 absents). Il est entré en vigueur le 1er septembre 2015,.

## Identité et expression de genre
Les personnes transgenres sont autorisées à changer la mention du sexe sur leur état civil et à faire reconnaître leur genre en vertu de la loi de 2010 sur la reconnaissance du genre.
De plus, les personnes transgenres sont pleinement protégées par des lois anti-discrimination.

## Don du sang
Depuis 2011, les hommes gays et bisexuels sont autorisés à donner leur sang, à condition qu'ils n'aient pas eu de relations sexuelles avec un autre homme depuis un an. En mars 2019, le ministre de la santé a confirmé que le critère de douze mois était en cours de révision grâce à l'introduction d'une technologie de test sanguin plus avancée. En décembre 2019, la presse révèle que cette révision n'aurait pas lieu avant 2021.
En juin 2021, le gouvernement propose que les îles anglo-normandes mettent en œuvre le « modèle britannique d'évaluations fondées sur les risques » du don de sang, visant une entrée en vigueur d'ici à la fin 2022.

## Organisations caritatives locales travaillant pour les droits des LGBT
Liberate est la seule organisation des îles anglo-normandes qui représente la communauté LGBT locale et d'autres groupes minoritaires. Elle voit le jour à Guernesey en février 2014 et à Jersey en août 2014. La branche de Jersey a fait pression pour que les personnes intersexuées soient incluses dans le règlement de 2015 sur la discrimination (sexe et caractéristiques connexes) de Jersey et fait campagne pour légaliser le mariage homosexuel.

## Vue d'ensemble
| Légalité des rapports homosexuels                                                                              | depuis 1990                                                   |
| Majorité sexuelle égale à celle des hétérosexuels (16 ans)                                                     | depuis 2006                                                   |
| Lois anti-discrimination dans le monde du travail                                                              | depuis 2015                                                   |
| Lois anti-discrimination dans la fourniture de biens et de services                                            | depuis 2015                                                   |
| Lois anti-discrimination dans tous les autres domaines (y compris discrimination indirecte, discours de haine) | depuis 2015                                                   |
| Lois anti-discrimination couvrant l'identité de genre dans tous les domaines                                   | depuis 2015                                                   |
| Interdiction de toute discrimination fondée sur l'intersexualité                                               | depuis 2015                                                   |
| Mariage homosexuel                                                                                             | depuis 2018                                                   |
| Reconnaissance des couples de même sexe (par exemple, les partenariats enregistrés)                            | depuis 2012                                                   |
| Adoption de l'enfant du conjoint par les couples de même sexe                                                  | depuis 2012                                                   |
| Adoption conjointe par les couples de même sexe                                                                | depuis 2012                                                   |
| Les personnes LGBT autorisées à servir ouvertement dans l'armée                                                | depuis 2000                                                   |
| Droit de changer de sexe légal                                                                                 | depuis 2010                                                   |
| Accès à la fécondation in vitro pour les lesbiennes                                                            | depuis 2012                                                   |
| Autorisation de la gestation pour autrui pour les couples homosexuels masculins                                | Non (interdit également aux couples hétérosexuels)            |
| HSH autorisés à donner du sang                                                                                 | Oui/ Non (sous condition de 12 mois d'abstinence depuis 2011) |